# كاليب جيويل
كاليب جيويل (21 أبريل 1997 في أستراليا - ) (بالإنجليزية: Caleb Jewell)‏ هو لاعب كريكت أسترالي. لعب مع فريق تسمانيا للكريكت وHobart Hurricanes ‏.

## وصلات خارجية
- كاليب جيويل على موقع إي آس بي آن كريك إنفو (الإنجليزية)